# Artibeus hirsutus
Artibeus hirsutus (K. Andersen, 1906) è un pipistrello della famiglia dei Fillostomidi endemico del Messico.

## Descrizione

### Dimensioni
Pipistrello di medie dimensioni con la lunghezza dell'avambraccio tra 52 e 58,4 mm e un peso fino a 47,2 g.

### Aspetto
Il colore generale del corpo è bruno-grigiastre, con dei riflessi argentati Il muso è corto e largo. La foglia nasale è ben sviluppata e lanceolata. Due strisce chiare sono presenti su ogni lato del viso, la prima si estende dall'angolo esterno della foglia nasale fino a dietro l'orecchio, mentre la seconda parte dall'angolo posteriore della bocca e termina alla base del padiglione auricolare. Il labbro inferiore ha una verruca al centro circondata da altre piccole verruche. È privo di coda, mentre l'uropatagio è ridotto ad una sottile membrana lungo la parte interna degli arti inferiori ed è ricoperto densamente di lunghi peli. Il calcar è corto. Il cariotipo è 2n=30-31 FNa=56.

## Biologia

### Comportamento
Si rifugia nelle miniere abbandonate, piccole grotte, edifici e sotto ammassi rocciosi.

### Alimentazione
Si nutre di frutta.

### Riproduzione
Femmine gravide sono state catturate da febbraio a settembre, eccetto marzo, invece altre in allattamento sono state catturate a giugno, agosto e settembre.

## Distribuzione e habitat
Questa specie è diffusa lungo il versante pacifico del Messico, dagli stati di Sinaloa a Guerrero.
Vive nelle zone aride d'altura in prossimità di stagni e corsi d'acqua ma anche in campi di mango e fichi.

## Conservazione
La IUCN Red List, considerato il vasto areale, la popolazione presumibilmente numerosa e la presenza in diverse aree protette, classifica A.hirsutus come specie a rischio minimo (Least Concern)).